# Metoda mechaniczna obliczania pól
Metoda mechaniczna obliczania pól – najmniej dokładna spośród geodezyjnych metod obliczania pól stosowanych między innymi do pomiarów pól powierzchni na mapach. Pomiary wykonuje się za pomocą planimetru.